# Oporto (metropolitana di Madrid)
Oporto è una stazione delle linee 5 e 6 della metropolitana di Madrid. Si trova sotto alla glorieta del Valle de Oro, nel distretto di Carabanchel.

## Storia
La stazione fu inaugurata il 6 giugno 1968 con il primo tratto della linea che collegava la stazione di Callao con quella di Carabanchel.
Il 7 maggio 1981 fu aperta la parte della stazione che serve la linea 6. I binari si trovano a maggiore profondità rispetto a quelli della linea 5.
Tra il 2003 e il 2004 la stazione fu parzialmente ristrutturata.

## Accessi
Ingresso Valle de Oro
- Valle de Oro: Glorieta del Valle de Oro 2
- Oca: Calle del General Ricardos, 164 (angolo con Calle de la Oca)

Ingresso General Ricardos aperto dalle 6:00 alle 21:40
- General Ricardos, pari: Calle del General Ricardos, 148
- General Ricardos, dispari: Calle del General Ricardos, 143